# I Wanna Be Your Man
Pour les articles homonymes, voir I Wanna Be.
Singles de The Rolling Stones
Come On / I Want to Be Loved
(1963) Not Fade Away / Little by Little
(1964)
I Wanna Be Your Man est une chanson écrite par John Lennon et Paul McCartney en 1963. Composée à l'origine pour Ringo Starr et laissée inachevée, elle est dans un premier temps cédée aux Rolling Stones qui la sortent en single. Il s'agit d'un de leurs premiers succès, en douzième position des charts britanniques. Elle pousse également Mick Jagger et Keith Richards à entreprendre de composer leurs chansons comme le font les Beatles.
Ces derniers enregistrent également la chanson fin 1963 pour leur nouvel album With the Beatles, qui se classe pendant 22 semaines en tête des charts. Rock classique aux paroles simplistes, I Wanna Be Your Man reste secondaire dans le répertoire du groupe, mais elle a été la principale chanson interprétée sur scène par Ringo Starr, particulièrement durant les nombreux concerts donnés à travers le monde en 1964, et a également fait l'objet d'une quinzaine de reprises.

## Composition

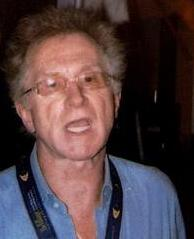
I Wanna Be Your Man a été donnée aux Rolling Stones à la demande de leur manager, Andrew Loog Oldham.

Les bases de I Wanna Be Your Man sont posées par Paul McCartney afin de donner une chanson adaptée au timbre vocal de Ringo Starr. Le morceau est très simple, avec pour base quatre accords et des paroles qui se limitent à deux phrases différentes. Cependant, McCartney bute sur le deuxième couplet et abandonne son travail.
Selon Steve Turner, il rencontre avec John Lennon, Andrew Loog Oldham, manager des Rolling Stones encore débutants, en septembre 1963. Celui-ci explique être à la recherche d'un titre pouvant faire office de single pour ses protégés. McCartney propose alors I Wanna Be Your Man et l'interprète devant le groupe. Brian Jones, qui en est alors le leader, se montre satisfait de la chanson, mais gêné qu'elle soit inachevée. Qu'à cela ne tienne, le duo de compositeurs se retire dans une pièce voisine et revient peu après avec la chanson terminée. Dans une interview de 1994, McCartney rapporte cependant que ce sont Mick Jagger et Keith Richards qui lui ont personnellement demandé la chanson.
Dans la biographie de Mick Jagger par Anthony Scaduto, on lit qu'Oldham rencontra un jour, par hasard, McCartney et Lennon. McCartney lui rapporta qu'ils venaient de terminer une chanson qui était « plus dans leur style que dans le nôtre » (parlant du style des Stones). Les deux compères jouèrent la chanson (inachevée) devant les Stones et l'enthousiasme de Brian Jones fut immédiat. Devant la vitesse à laquelle Lennon et McCartney terminèrent la chanson (« cinq minutes » selon Scaduto), Jagger déclara « plus tard » à Keith Richards : « Ça a l'air facile de faire des chansons. On pourrait essayer. ».
S'ils la conservent tout de même comme chanson pour Ringo Starr sur leur album With the Beatles, Lennon et McCartney ne considèrent pas I Wanna Be Your Man comme une grande chanson, comme l'explique John dans une interview : « On n'allait pas leur donner quelque chose de génial, non ? » La chanson reste également un succès mineur pour les Stones, mais l'exemple des Beatles, qui composent eux-mêmes leur chansons, pousse Jagger et Richards à tenter l'expérience.

## Version des Rolling Stones

### Enregistrement et parution
La version des Rolling Stones, publiée sur single, est plus « bluesy » et se distingue par la guitare slide jouée par Brian Jones. C’est aussi une des rares chansons des Stones où Brian Jones participe aux chœurs. Aux États-Unis, la chanson est publiée en face B du 45 tours Not Fade Away début mars 1964.
C'est le second single des Rolling Stones. À l'origine, le groupe devait publier le single Fortune Teller / Poison Ivy à la fin de l'été 1963, mais sa sortie avait été annulé par le label qui trouvait ces deux reprises pas assez vendeur et incitait le groupe à proposer quelque chose de « nouveau ».
La version se distingue particulièrement du style des Beatles, et contribue à l'opposition médiatique entre les « méchants » Stones et les « gentils Beatles ». Cette version se classe en 12e position dans les charts. Sa première apparition sur un album du groupe attend 1989 et la compilation Singles Collection: The London Years.
La face B du single, la chanson Stoned, est en réalité une improvisation enregistrée au même moment que la face A. C'est la première composition collective du groupe, créditée Nanker Phelge. L'origine de ce pseudonyme, utilisé de 1963 à 1965 pour signer les chansons coécrites par tous les membres du groupe, découle du nom du colocataire des Stones, James Phelge, lorsqu’ils habitaient dans le quartier d'Edith Grove à Londres. Ils s'adonnaient souvent à des concours de grimaces entre eux. Dans le jargon anglais « nanker » signifie un type de grimace.

### Interprètes
- Mick Jagger : chant
- Brian Jones : guitare slide, chœurs
- Keith Richards : guitare rythmique
- Bill Wyman : basse
- Charlie Watts : batterie

## Version des Beatles
Pistes de With the Beatles
You Really Got a Hold on Me Devil in Her Heart

### Enregistrement
Les Beatles commencent à travailler I Wanna Be Your Man en studio dès le lendemain de sa composition, le 11 septembre 1963. Comme prévu, Ringo Starr se charge du chant principal de cette chanson. Ce jour-là, une seule prise est réalisée, avant que le groupe ne s'occupe d'autres titres pour son album With the Beatles : Little Child, All I've Got to Do, Not a Second Time et Don't Bother Me.
Le lendemain, six prises supplémentaires sont enregistrées en fin de session, mais la chanson est une nouvelle fois laissée inachevée. Le 30 septembre, alors que le groupe est en vacances, le producteur George Martin enregistre ses parties d'orgue Hammond. Le 3 octobre, deux prises supplémentaires sont réalisées, pour enregistrer notamment le jeu de maracas de Ringo Starr.
Une seizième et dernière prise est réalisée le 23 octobre, et le même jour est réalisé le mixage mono de la chanson. Le lendemain, l'équipe de production travaille sur le mixage stéréo.

### Interprètes
- John Lennon : guitare rythmique, chœurs
- Paul McCartney : basse, chœurs
- George Harrison : guitare solo
- Ringo Starr : batterie, maracas, chant
- George Martin : orgue Hammond

### Parution

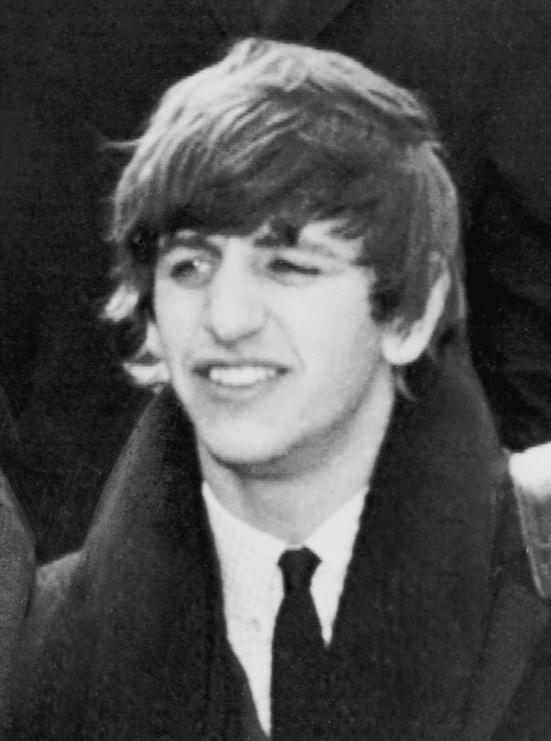
I Wanna Be Your Man est enregistrée en tant que traditionnelle chanson de Ringo de l'album With the Beatles

I Wanna Be Your Man sort le 22 novembre 1963 sur le deuxième album des Beatles, With the Beatles qui se place en tête des charts pendant vingt-deux semaines. Aux États-Unis, où les albums sortent avec des pistes et titres différents au grand dam du groupe, la chanson est présente sur Meet The Beatles!.
On retrouve, sur la compilation Live at the BBC, le seul enregistrement de cette chanson en direct des studios de la BBC. Cette prestation a été enregistrée le 7 janvier 1964, pour une diffusion le 15 février suivant à l'émission Saturday Club (en).
Une autre version live, celle-ci enregistrée aux studios IBC le 19 avril 1964 pour l'émission télévisée Around The Beatles, est disponible sur Anthology 1.
Jusqu'à la fin des tournées du groupe, I Wanna Be Your Man devient la prestation vocale de Ringo Starr au cours des concerts des Beatles, parfois remplacée par Act Naturally comme lors du concert du groupe au Shea Stadium.

#### Publication en France
La chanson arrive en France en janvier 1964 sur la face B d'un 45 tours EP (« super 45 tours »), accompagnée  de Till There Was You ; sur la face A figurent I Want To Hold Your Hand et It Won't Be Long. Une photo de Dezo Hoffman orne la pochette.

### Analyse musicale
I Wanna Be Your Man est une chanson au tempo rapide, soutenu par le rythme de batterie omniprésent joué par Ringo Starr. L'orgue Hammond de George Martin joue le principal de la mélodie accompagné des guitares, nettement en retrait, sauf durant le break instrumental. Elles sont en revanche nettement plus présentes dans les versions live de la chanson, dont l'orgue est absent. C'est un rock classique, joué en accords de la et ré sur les couplets, avec un pont ou refrain tout autant classique quant à sa structure en mi/la/ré/si.
Les paroles de la chanson sont très simplistes : « I wanna be your lover baby, I wanna be your man. Love you like no other baby, like no other can » (« Je veux être ton amoureux, bébé, je veux être ton homme. T'aimer comme personne, bébé, comme nul autre ne le peut. ») Elles sont chantées par Ringo Starr accompagné lors du refrain (répétition de « I wanna be your man » par John Lennon et Paul McCartney). Le tout est accompagné d'une ambiance survoltée : rapides sorties de guitare solo, maracas et cris.

## Reprises
Outre les deux versions originales de la chanson, par les Rolling Stones et les Beatles, I Wanna Be Your Man a fait l'objet d'une quinzaine de reprises. Plusieurs sont contemporaines, comme celle du Count Basie Orchestra, en 1966. Suzi Quatro l'a reprise en 1973, de même que les Flamin' Groovies. Enfin, en 2007, la chanson est apparue sur l'album des Smithereens Meet the Smithereens!, hommage aux Beatles.
Les Chaussettes noires (sans Eddy Mitchell), la reprennent en 1964, dans une adaptation française Je te veux toute à moi.